# Othelais transversefasciata
Othelais transversefasciata là một loài bọ cánh cứng trong họ Cerambycidae.